# هاروتیون وارپورجییان
هاروتیون وارپورجییان (انگلیسی: Harutyun Varpurciyan) یک معمار ارمنی‌تبار اهل ترکیه است. یکی از مهمترین طرح‌های او که همراه با معمار یونانی Avyerinos Andonyadis، معماران ارمنستان نشان یایوبیان و انیس کورتان اجرا نمود، tr:Sakarya Hükümet Konağı بود که در سال ۱۹۵۶ به پایان رسید.
یکی از مهمترین طرح های او خانه دولتی ساکاریا است که با گروه پروژه ای متشکل از آویرینوس آندونیادیس ، انیس کورتان و نیشان یاوبیان آن را طراحی کرد و جایگاه بسیار مهمی در تاریخ معماری ترکیه دارد.